# 海南長鼓山古墳
海南長鼓山古墳（ヘナム ちょうこさんこふん/ジャンゴサンゴブン、長鼓峰古墳）は、大韓民国（韓国）全羅南道海南郡北日面方山里にある古墳。形状は長鼓墳（前方後円形墳）。全羅南道記念物第85号に指定されている（指定名称は「해남방산리장고봉고분（海南方山里장고봉古墳）」）。
朝鮮半島南部には長鼓墳10数基が分布し、日本に多く存在する前方後円墳との関連が指摘されるが、本古墳はそのうちの1つになる。

## 概要
朝鮮半島南端、海南郡南東部において海岸から1キロメートルほど入った標高約30メートルの丘陵上に築造された古墳である。朝鮮半島南部の前方後円形墳10数基のうち最南端の古墳であり、かつ76メートルという墳丘長はそれらのうちで最大規模になる。2020-2021年に発掘調査が実施されている。
墳形は前方後円形で、墳丘主軸を南北線として前方部を北方向に、後円部を平野部に向ける。墳丘は日本の前方後円墳に対して比較的急斜して築造される。前方部北方10メートル並びに後円部南側にはそれぞれ平坦面があり、その削平土を盛り土としたと推測されている。現在までに後円部墳頂・前方部墳頂に現代墓、また墳丘東側に道路が設けられた関係でやや変形を受けているが、全体的に墳丘は旧態を良く遺存した状態である。埋葬施設は横穴式石室（現在は非開口）で、石室内側にベンガラ（弁柄）を塗るという倭（日本）系の要素は一部に見られるが、玄室平面形は細長方形でかつ羨道が細長く発達しており、全体的に見ると独特な構造が採用されている。
この海南長鼓山古墳は、5世紀第4四半期-6世紀第1四半期頃の築造と推定される。この時期の古墳としては、日本の同時期の古墳に比しても大規模な部類に相当する。一帯は平野が狭く農業生産力のある地域ではないが、海上交通の要衝であり、被葬者はそうした海上交通を掌握する地位にあったと推測される。また周辺一帯に長鼓山古墳以前の在地系古墳の系譜はなく、突如出現する長鼓山古墳に続く形で龍日里葺石円墳・新月里葺石方墳・外島石棺墓などの倭系要素を持つ古墳群が形成されており、これら古墳群の有機的結合の様子が指摘される。
古墳域は1986年2月7日に全羅南道記念物第85号に指定されている。

## 遺跡歴
- 1986年2月7日、全羅南道記念物第85号に指定。
- 1990年代、2度の盗掘。
- 2000年、盗掘坑の確認に伴う緊急試掘調査（国立光州博物館）。
- 2020-2021年、発掘調査。

## 墳丘
墳丘の規模は次の通り。
- 墳丘長：76メートル
- 後円部
  - 直径：43メートル
  - 高さ：10メートル
- くびれ部
  - 幅：30メートル
  - 高さ：6メートル
- 前方部
  - 幅：37メートル
  - 高さ：9メートル

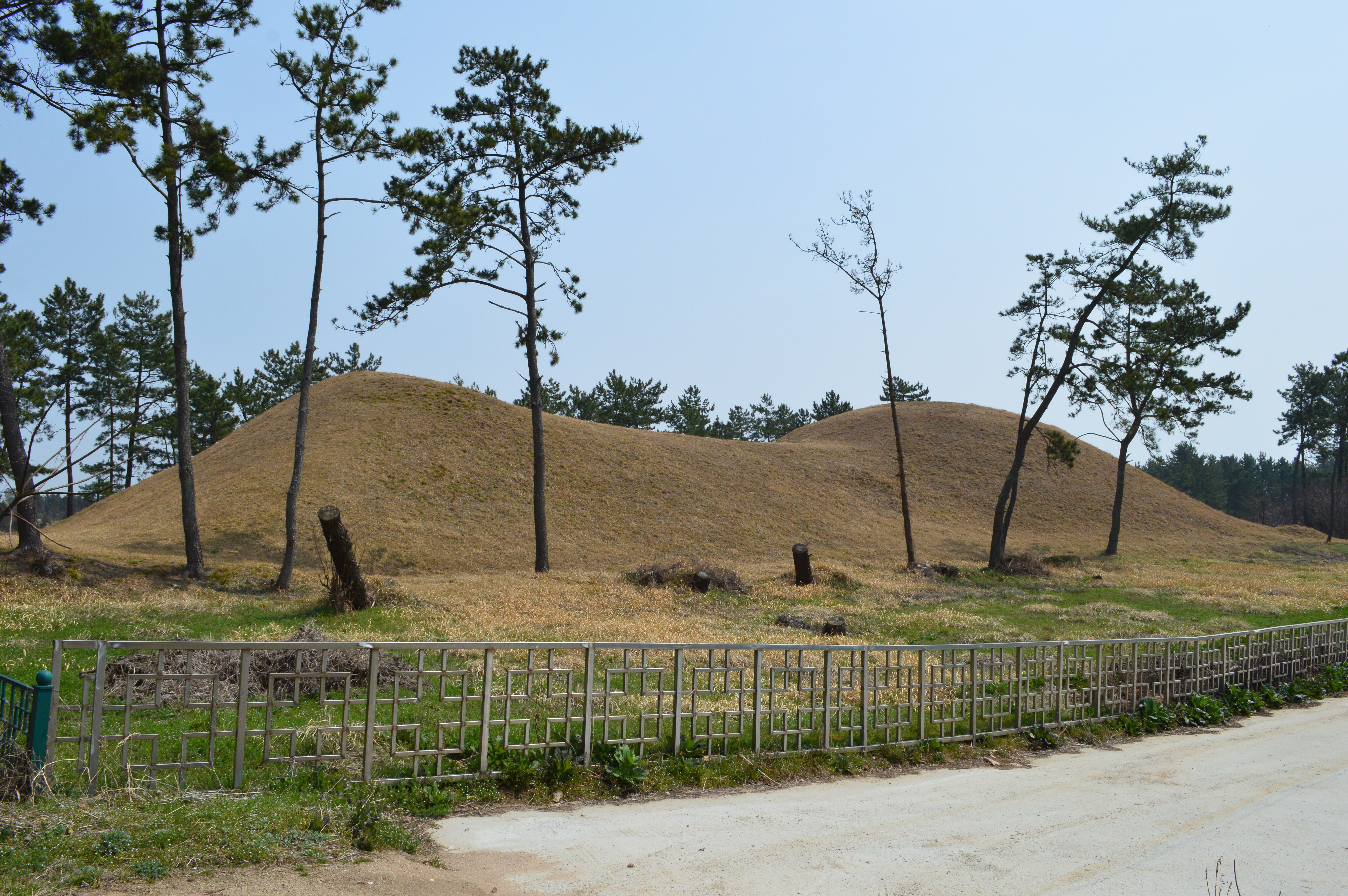
横から望む墳形（左が前方部）

墳丘の外形に関しては、黒田大塚古墳（奈良県磯城郡田原本町）との類似が指摘される。

## 文化財

### 全羅南道記念物
- 해남방산리장고봉고분（海南方山里장고봉古墳） - 全羅南道記念物第85号。1986年2月7日指定[1]。

## 現地情報
所在地
- 全羅南道海南郡北日面方山里山1008-1番地（전라남도 해남군 북일면 방산리 산1008-1번지）

交通アクセス
- バス：海南郡バスターミナルから、バスで「용일입구（龍日入口）」バス停下車（乗車時間約50分、下車後南西方へ約600メートル）

周辺
- 海南龍日里龍雲古墳（海南龍日里龍云古墳/龍日里葺石円墳）
- 海南新月里方臺形古墳（新月里葺石方墳）

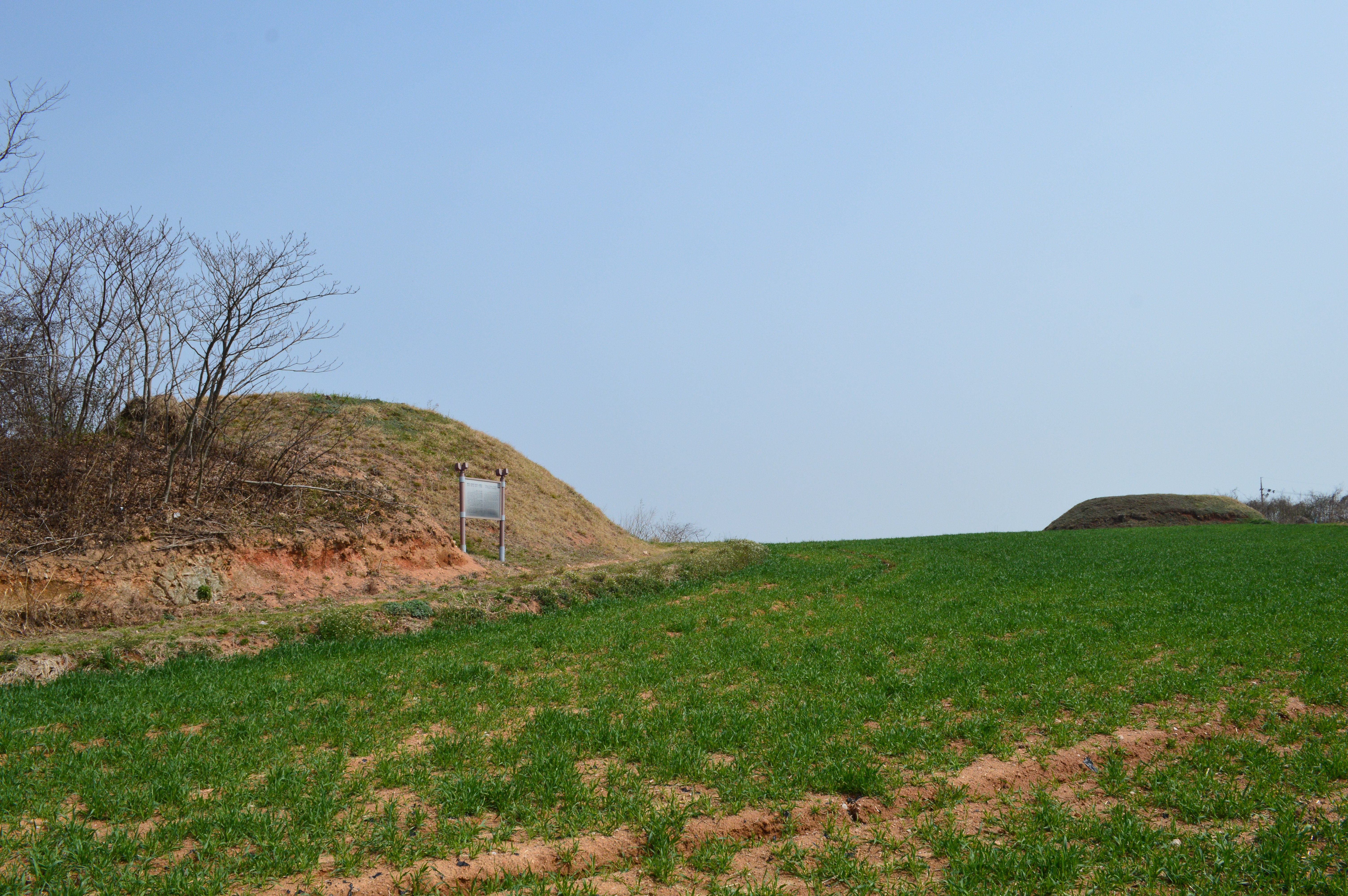
海南龍日里龍雲古墳
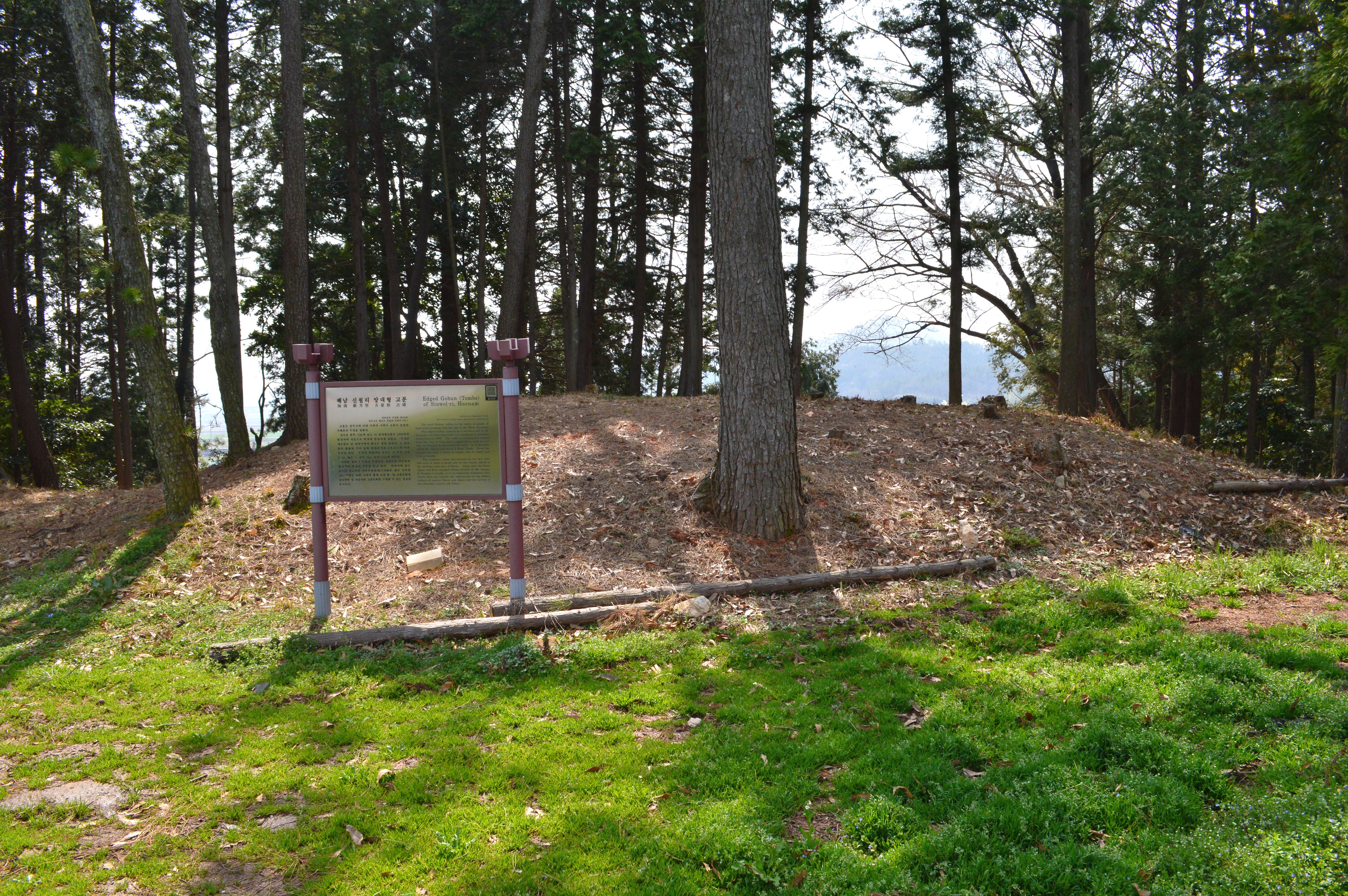
海南新月里方臺形古墳